# Contea di Washington (Kentucky)
La contea di Washington in inglese Washington County è una contea dello Stato del Kentucky, negli Stati Uniti. La popolazione al censimento del 2000 era di 10 916 abitanti. Il capoluogo di contea è Springfield.